# Номінал (філателія)
Номінал — у філателії, зазначена на знаку поштової оплати (поштовій марці, поштовому блоці та інш.) номінальна вартість. Зазвичай номінал на знаках поштової оплати вказується у грошових одиницях країни або території поштового обігу знака поштової оплати. У деяких випадках в країнах з вираженими інфляційними процесами вказують літерний номінал, що відповідає певному поштовому тарифу, грошовий еквівалент якого має тенденцію до підвищення. Здебільшого (за рідкісними винятками) номінал відображає продажну вартість поштової марки в поштовому відділенні. Як правило він відповідає франкіровочної вартості, тобто визначає суму поштового тарифу за пересилку поштового відправлення та вартості інших послуг пошти. Іноді номінал може бути вище франкіровочної вартості (наприклад знак поштової оплати з надбавкою, коли зазначають ще й додатковий номінал. Але, якщо поштова адміністрація, щоб швидше розпродати поштову марку, відмовилася від такої надбавки номінал подібного знаку поштовой оплати може бути зменшений на суму надбавки (тобто його ціна дорівнюється франкіровочної вартості).
Якщо на поштовій марці номінал не було позначено, це може означати, що марка спеціально випущена без вказівки номіналу для оплати вартості конкретної поштової послуги, або що дана марка не є поштовою (наприклад, рекламна віньєтка, або постерна марка, або благодійна віньєтка).